# Szőrös vendégízületesek
A szőrös vagy páncélozatlan vendégízületesek (Pilosa) az emlősök (Mammalia) osztályának vendégízületesek öregrendjének (Xenarthra) egyik rendje, ahová két alrendet sorolunk: a hangyászok (Vermilingua) és a lajhárok (Folivora) alrendjét. Korábbi rendszerekben (pl. Dudich–Loksa-féle állatrendszer, Urania Állatvilág) ez a kategória hasonlóan megvolt, csak ott alrendként kezelték, mivel a vendégízületesek nem öregrendet, hanem rendet képviselt. Recens képviselőik csak az amerikai kontinensen élnek.
Közös sajátosságuk, hogy testüket szőrzet borítja, szemben a vendégízületesek másik rendjével, a Cingulatával. A szőrzet igen durva tapintású, szalmaszerű, erőteljes. A lajhárok testén a szőrzet sajátságos elhelyezkedésű a csüngő–kapaszkodó életmód következtében: nem a háti részről indulnak lefelé a szőrök a hasi rész felé, hanem a hasi rész szőrei állnak lefelé a hát irányába. Így esőzések esetén a víz gyorsan le tud folyni az állat két oldalán, anélkül hogy a szőrzet felfogná a vizet és átázna. A hangyászok közül a nagy sörényes hangyász (Myrmecophaga tridactyla) szőrzete érdekes, hisz a farkán hatalmas, akár 40 cm-es szőrszálakból álló bozontot visel – innen neve.
Testalkotásuk igen eltérő: a lajhárok feje csaknem gömbölyű, szájüregében fogakat találunk. Farka igen csökevényes. A hangyászok feje viszont hosszúkás, szájüregében fogak nincsenek (ezért korábban a foghíjasok csoportjába sorolták), csak hosszú, féregszerű nyelve. Farkuk mindig fejlett, hosszú.
Mind a hangyászok, mind a lajhárok erőteljes karmokat viselnek, melyeknek funkciója azonban eltérő. A lajhárok a faágakon való kapaszkodásra használják, míg a hangyászok védekezésre, a kemény falú hangya- és termeszvárak feltörésére. A lajhárok gyomra összetett, a növényi eredetű táplálkozás (levelek, rügyek) miatt, míg a hangyászoké egyszerű.
A szőrös vendégízületesek rendje 10 recens fajt tartalmaz.

## Rendszerezés
A szőrös vendégízületesek rendjébe az alábbi alrendek, és családok tartoznak:
- Lajhárok (Folivora)
  - Háromujjú lajhárfélék (Bradypodidae) – 1 nem és 4 faj tartozik a családba
  - Kétujjú lajhárfélék (Megalonychidae) – 1 élő nem, 2 élő faj és 28 fosszilis nem tartozik a családba
  - óriáslajhár-félék (Megatheriidae) - kihalt család
- Hangyászok (Vermilingua)
  - Törpehangyászok (Cyclopedidae) – 1 nem és 1 faj tartozik a családba
  - Hangyászfélék (Myrmecophagidae) – 2 nem és 3 faj tartozik a családba